# Берголо
Бѐрголо (на италиански: Bergolo; на пиемонтски: Bèrgoj, Бергой) е село и община в Северна Италия, провинция Кунео, регион Пиемонт. Разположено е на 616 m надморска височина. Населението на общината е 71 души (към 2010 г.).